# کاروانسرای حاج مهدی
کاروانسرای حاج مهدی کرمان مربوط به دوره قاجار است و در بازار میدان قلعه واقع شده و این اثر در تاریخ ۲۵ اردیبهشت ۱۳۸۰ با شمارهٔ ثبت ۳۸۶۱ به‌عنوان یکی از آثار ملی ایران به ثبت رسیده است.
این کاروان‌سرا رو به روی کاروان‌سرای هندوها و در جوار کاروانسرای چهار سوق واقع شده‌است. این کاروانسرا دارای دو درب است که یکی در بازار میدان قلعه و دیگری در کوچه معروف به سینما تابان واقع شده‌است. محل سينما تابان كه امروزه مخروبه شده است قبل از اينكه به صورت سينما استفاده شود محل پرورشگاه صنعتي بوده و قبل از آن به يك مدرسه علميه تعلق داشته است.

## نگارخانه

- پرونده:کاروانسرای حاج مهدی.jpg